# جوزی مالاتو
جوزی مالاتو (ایتالیایی: Giusi Malato؛ زادهٔ ۹ ژوئیه ۱۹۷۱) بازیکن واترپلو اهل ایتالیا است.
وی همچنین برندهٔ جوایزی همچون نشان شایستگی از جمهوری ایتالیا شده‌است.
وی در مسابقات کشوری و بین‌المللی در مجموع برندهٔ ۴ مدال طلا، ۱ مدال نقره شده‌است.